# Inkeri Marjanen
Aino Inkeri Marjanen, född 7 augusti 1912 i Kemi, död 22 augusti 1976 i Helsingfors, var en finländsk manusförfattare.
Marjanen författade manus till filmerna Orpopojan valssi (1949), Tytön huivi (1950) och Rion yö (1951).